# Rei Jimbo
Rei Jimbo (Osaka, 9 de julho de 1974) é uma ex-nadadora sincronizada japonesa, medalhista olímpica.

## Carreira
Rei Jimbo representou seu país nos Jogos Olímpicos de 1996 e 2000, ganhando a medalha de prata por equipes nas duas oportunidades. 